# الکس جیمز
 الکس جیمز  (به انگلیسی: Alex James) (زاده ۱۴ سپتامبر ۱۹۰۱ - درگذشته ۱ ژوئن ۱۹۵۳ لندن) بازیکن فوتبال سابق اهل اسکاتلند است. وی سابقه بازی در تیم آرسنال را دارد. همچنین ۸ بازی و ۴ گل ملی در کارنامه او دیده می‌شود.